# Constituția Rusiei Sovietice din 1918
Constituția Rusă din 1918 a fost prima lege de bază a nou proclamatei Republici Sovietice Federale Socialiste Ruse, descria regimul care și-a asumat puterea după revoluția bolșevică din 1917. Această constitutie recunoaștea în mod oficial Partidul Bolșevic ca singura forța politică din țară, care funcționa pe principiul dictaturii proletariatului. Constituția proclama de asemenea și alianța dintre muncitori și țărani ca bază a puterii poporului muncitor. Această garanție oferea numeroase garanții ale egalității în drepturi a țaranilor și muncitorilor. Constituția interzicea grupurilor sociale care se opuneau noii guvernări, sau sprijineau Mișcarea Albă în războiul civil (1918-1921), să participe la alegerile pentru soviete, sau să acceadă la putere. 
Puterea supremă în stat era deținută de "Congresul Sovieteler din întreaga Rusie". Deputații în acestă înaltă adunare erau aleși de sovietele locale din întreaga Rusie. Între sesiunile Congresului, corpul conducător al acestuia, cunoscut ca Comitetul Central Executiv, funcționa ca "organul suprem de putere" și îndeplinea rolul de președinție colectivă a republicii. 
Congresul aproba componența Sovietul Comisarilor Poporului (Sovnarkom) ca latura executivă a noii guvernări și-i definea responsabilitatea ca fiind "administrarea generală a afacerilor statului". (Sovnarkom a exercitat atât puterea legislativă cât și executivă, din noiembrie 1917, până la adoptarea Constituției din 1918). 